# Gran Bretagna ai Giochi della XIV Olimpiade
La Gran Bretagna partecipò ai Giochi della XIV Olimpiade, svoltisi a Londra, dal 20 luglio al 14 agosto 1948,
con una delegazione di 399 atleti, di cui 68 donne, impegnati in 21 discipline,
aggiudicandosi 3 medaglie d'oro, 14 medaglie d'argento e 6 medaglie di bronzo.

## Medagliere

### Per discipline
| Sport             | Oro | Argento | Bronzo | Totale |
| ----------------- | --- | ------- | ------ | ------ |
| Canottaggio       | 2   | 1       | 0      | 3      |
| Vela              | 1   | 0       | 0      | 1      |
| Atletica leggera  | 0   | 6       | 1      | 7      |
| Ciclismo          | 0   | 3       | 2      | 5      |
| Pugilato          | 0   | 2       | 0      | 2      |
| Sollevamento pesi | 0   | 1       | 1      | 2      |
| Hockey su prato   | 0   | 1       | 0      | 1      |
| Equitazione       | 0   | 0       | 1      | 1      |
| Nuoto             | 0   | 0       | 1      | 1      |
| Totale            | 3   | 14      | 6      | 23     |

### Medaglie
| Medaglia | Atleta | Sport             | Evento                           |
| -------- | --- | ----------------- | -------------------------------- |
| Oro      | Dickie Burnell Bert Bushnell | Canottaggio       | Due di coppia maschile           |
| Oro      | Jack Wilson Ran Laurie | Canottaggio       | Due senza maschile               |
| Oro      | Stewart Morris David Bond | Vela              | Swallow                          |
| Argento  | Tom Richards | Atletica leggera  | Maratona                         |
| Argento  | John Archer Jack Gregory Alastair McCorquodale Kenneth Jones | Atletica leggera  | Staffetta 4×100 metri maschile   |
| Argento  | Dorothy Manley | Atletica leggera  | 100 metri piani femminili        |
| Argento  | Audrey Williamson | Atletica leggera  | 200 metri piani femminili        |
| Argento  | Maureen Gardner | Atletica leggera  | 80 metri ostacoli                |
| Argento  | Dorothy Odam-Tyler | Atletica leggera  | Salto in alto femminile          |
| Argento  | Chris Barton Michael Lapage Guy Richardson Paul Bircher Paul Massey Brian Lloyd John Meyrick Paul Mellows Tim: Jack Dearlove                                     | Canottaggio       | Otto maschile                    |
| Argento  | Bob Maitland Gordon Thomas Ian Scott | Ciclismo          | Corsa a squadre                  |
| Argento  | Reg Harris | Ciclismo          | Velocità individuale             |
| Argento  | Reg Harris Alan Bannister | Ciclismo          | Tandem                           |
| Argento  | Dave Brodie George Sime William Lindsay Mickey Walford Frank Reynolds Robin Lindsay John Peake Neil White Bob Adlard Norman Borrett Bill Griffiths Ronald Davies | Hockey su prato   | Maschile                         |
| Argento  | Johnny Wright | Pugilato          | Pesi medi                        |
| Argento  | Don Scott | Pugilato          | Pesi mediomassimi                |
| Argento  | Julian Creus | Sollevamento pesi | Pesi gallo                       |
| Bronzo   | Tebbs Lloyd Johnson | Atletica leggera  | Marcia 50 km                     |
| Bronzo   | Tommy Godwin | Ciclismo          | Chilometro da fermo              |
| Bronzo   | Alan Geldard Tommy Godwin Dave Ricketts Wilf Waters | Ciclismo          | Inseguimento a squadre           |
| Bronzo   | Harry Llewellyn Harry Nicoll Arthur Carr | Equitazione       | Salto ostacoli a squadre         |
| Bronzo   | Cathie Gibson | Nuoto             | 400 metri stile libero femminili |
| Bronzo   | Jim Halliday | Sollevamento pesi | Pesi leggeri                     |

## Risultati

### Calcio
| Atleta | Classifica |                        |
| --- | --- | ---------------------- |
| V · D · M Nazionale britannica · Calcio ai Giochi Olimpici Estivi 1948 P McAlinden · P Simpson · D Carmichael · D Manning · D McColl · D Neale · C Fright · C Lee · C Letham · C McBain · C Smith · A Aitken · A Amor · A Boyd · A Donovan · A Hardisty · A Hopper · A Kelleher · A Kippax · A McIlvenny · A Phipps · A Rawlings · CT : Busby | 5° |                        |
| Nazionale britannica · Calcio ai Giochi Olimpici Estivi 1948 | |                        |
| P McAlinden · P Simpson · D Carmichael · D Manning · D McColl · D Neale · C Fright · C Lee · C Letham · C McBain · C Smith · A Aitken · A Amor · A Boyd · A Donovan · A Hardisty · A Hopper · A Kelleher · A Kippax · A McIlvenny · A Phipps · A Rawlings · CT: Busby                                                                         | P McAlinden · P Simpson · D Carmichael · D Manning · D McColl · D Neale · C Fright · C Lee · C Letham · C McBain · C Smith · A Aitken · A Amor · A Boyd · A Donovan · A Hardisty · A Hopper · A Kelleher · A Kippax · A McIlvenny · A Phipps · A Rawlings · CT: Busby | Regno Unito (bandiera) |

### Pallacanestro
| Atleta | Classifica |
| --- | ---------- |
| V · D · M Nazionale britannica - Pallacanestro ai Giochi della XIV Olimpiade 3 Price · 4 Norris · 5 S. Weston · 6 Davies · 7 Finlay · 8 Hunt · 9 Cole · 10 D. Legg · 11 R. Legg · 12 H. Weston · 13 Eke · 14 Stan McMeekan · 15 Sid McMeekan · All. James Clay | 20°        |
| Nazionale britannica - Pallacanestro ai Giochi della XIV Olimpiade |            |
| 3 Price · 4 Norris · 5 S. Weston · 6 Davies · 7 Finlay · 8 Hunt · 9 Cole · 10 D. Legg · 11 R. Legg · 12 H. Weston · 13 Eke · 14 Stan McMeekan · 15 Sid McMeekan · All. James Clay                                                                              |            |

### Pallanuoto
| Atleta | Classifica |                          |
| --- | --- | ------------------------ |
| V · D · M Nazionale maschile britannica di pallanuoto · Giochi olimpici - Londra 1948 Johnson • Potter • Murray • Hardie • Brand • Garforth • Gentleman • Lewis • Jones • Mitchell • Webber · CT : - | 13° |                          |
| Nazionale maschile britannica di pallanuoto · Giochi olimpici - Londra 1948 | |                          |
| Johnson • Potter • Murray • Hardie • Brand • Garforth • Gentleman • Lewis • Jones • Mitchell • Webber · CT: -                                                                                        | Johnson • Potter • Murray • Hardie • Brand • Garforth • Gentleman • Lewis • Jones • Mitchell • Webber · CT: - | Gran Bretagna (bandiera) |